# Srce od tinte (2008.)
Srce od tinte (eng. Inkheart) je fantazijski film iz 2008. Iaina Softleyja. U glavnim ulogama pojavljuju se Brendan Fraser, Eliza Bennett, Paul Bettany, Helen Mirren, Andy Serkis i Jim Broadbent. Film se temelji na istoimenoj knjizi Cornelije Funke. Film je prvo trebao izaći u kina 19. ožujka 2008., ali je datum premješten na 12. prosinca 2008. u Velikoj Britaniji i 23. siječnja 2009. u SAD-u.

## Radnja
Mortimer 'Mo' Folchart (Brendan Fraser) i njegova dvanaestogodišnja kćer Meggie dijele veliku strast za čitanjem knjiga. Ono što također dijele je nevjerojatni dar za oživljavanje likova iz knjiga koje čitaju naglas. Međutim, tu leži i jedna opasnost – kada lik iz knjige oživi u stvarnome životu, stvarna osoba nestaje u njezinim stranicama. Tijekom jednog od njihovih odlazaka u knjižaru s rabljenim knjigama Mo čuje glasove koje nikad prije nije čuo, a kada pronađe knjigu iz koje dolaze, obuzme ga jeza. To je Srce od tinte, knjiga koja vrvi ilustracijama srednjovjekovnih dvoraca i čudnih stvorenja.
Mo tu knjigu traži od Maggieine treće godine, kada je njezina majka Resa nestala u njezinome mističnom svijetu. Međutim, njegov plan da iskoristi knjigu kako bi pronašao i spasio Resu biva osujećen kada Jarac, glavni zlikovac iz knjige otima Meggie i, otkrivši da je ona naslijedila očev dar, od nje zahtijeva da oživi njegovog najmoćnijeg saveznika – Sjenu. Odlučan spasiti svoju kćer i fikcijske likove poslati tamo gdje pripadaju, Mo okuplja malu grupu prijatelja i članova obitelji, od kojih su neki iz stvarnoga svijeta, a neki sa stranica knjiga te oni zajedno kreću na hrabro i opasno putovanje kako bi jednom zauvijek izravmali račune i ispravili stvari.

## Glumci
- Brendan Fraser kao Mortimer Folchart
- Eliza Bennett kao Meggie Folchart
- Paul Bettany kao Lakoprsti
- Andy Serkis kao Jarac
- Jim Broadbent kao Fenoglio
- Helen Mirren kao Elinor Loredan
- Rafi Gavron kao Farid
- Sienna Guillory kao Teresa "Resa" Folchart
- Lesley Sharp kao Mortola
- Matt King kao Cockerell
- Jamie Foreman kao Basta
- Jennifer Connelly kao Roxanne
- Marnix Van Den Broeke kao The Shadow
- Steve Speirs kao Flatnose
- Jessie Cave kao Nymph, originalni lik kreiran za film
- Adam Bond kao Prince Charming, originalni lik kreiran za film
- Tereza Srbova kao Rapunzel, originalni lik kreiran za film

## Produkcija i kritike
Srce od tinte temelji se na bestseleru spisateljice Cornelije Funke, prema kojoj je David Lindsay-Abaire napisao scenarij.
Srce od tinte na Internet stranici Rotten Tomatoes slovi kao film s malo šarma koji je iskoristio svaki mogući klišej. Tako barem glasi konsenzus kritika, a iz toga proizlazi i ocjena od 36%. Washington Post piše: "Vrlo zabavan i dopadan naslov koji nudi postolovinu, avanturu i dobru zabavu." Newsday: "Film će se najviše svidjeti mlađim gledateljima te također neće razočarati one starije."

## Vanjske poveznice
- Službena stranica
- Srce od tinte u internetskoj bazi filmova IMDb-a
- Srce od tinte na Rotten Tomatoes